# 金立宗
金立宗（？—537年），即立宗葛文王，《蔚珍凤坪新罗碑》作徙夫智葛文王，蔚州川前里刻石作沙喙部葛文王，6世纪新罗宗室，第22任国王智證王的儿子，第23任国王法兴王的弟弟，第24任国王真兴王的父亲。
智證王十五年（514年），智證王死后，传位给金立宗的哥哥法兴王金原宗。金立宗的夫人只召太后就是法兴王的女儿。法兴王二十一年（534年），金立宗和只召太后生下儿子金彡麦宗。法兴王二十四年（537年），金立宗去世。法兴王二十七年（540年），法兴王死后，没有儿子，以金彡麦宗即位，就是真兴王，只召太后摄政。

## 家族
- 父亲：智證王
- 母亲：延帝夫人
  - 兄长：法興王
  - 弟弟：金真宗
  - 夫人：只召太后
    - 儿子：真兴王
    - 女儿：萬呼夫人

  - 夫人：金珍娘主
    - 儿子：肅訖宗